# John C.B. Ehringhaus
John Christoph Blucher Ehringhaus, född 5 februari 1882 i Elizabeth City, North Carolina, död 31 juli 1949 i Raleigh, North Carolina, var en amerikansk demokratisk politiker. Han var guvernör i North Carolina 1933–1937.
Ehringhaus studerade vid University of North Carolina at Chapel Hill. Han var verksam både som advokat och som jordbrukare. I presidentvalet i USA 1928 deltog Ehringhaus i Al Smiths kampanj till skillnad från en del andra betydande demokrater i North Carolina. Samma år stödde han O. Max Gardner i guvernörsvalet. På den tiden var det vanligt att varannan guvernör kom från den västra och varannan från den östra delen av delstaten. I guvernörsvalet 1932 ansågs den östra delen stå i tur och Gardner som var en mäktig politisk boss beslutade att ge sitt stöd åt Ehringhaus som vann valet. I sina tal hyllade Ehringhaus Franklin D. Roosevelt men som guvernör försökte han begränsa avtrycket av New Deal i North Carolina. Han var för de av Roosevelts reformer som han inte ansåg kosta för mycket.
Ehringhaus efterträdde 1933 Gardner som guvernör och efterträddes 1937 av Clyde R. Hoey. Anglikanen Ehringhaus avled i en hjärtattack på sitt hotellrum i Raleigh och gravsattes på Episcopal Cemetery i Elizabeth City.